# Tanaella unguicillata
Tanaella unguicillata är en kräftdjursart som beskrevs av Norman och Stebbing 1886. Tanaella unguicillata ingår i släktet Tanaella och familjen Tanaellidae. Inga underarter finns listade i Catalogue of Life.